# Zaghouan
Zaghouan is een stad in Tunesië en is de hoofdplaats van het gelijknamige gouvernement Zaghouan.
Bij de volkstelling van 2004 telde Zaghouan 16.037 inwoners. volgens de laatste volkstelling in 2014 steeg de aantal naar 38,445 inwoners.
Zaghouan is vooral bekend als de plaats waar het Romeinse aquaduct begon dat vanaf de tweede eeuw na Chr. Carthago voorzag van zoet water.

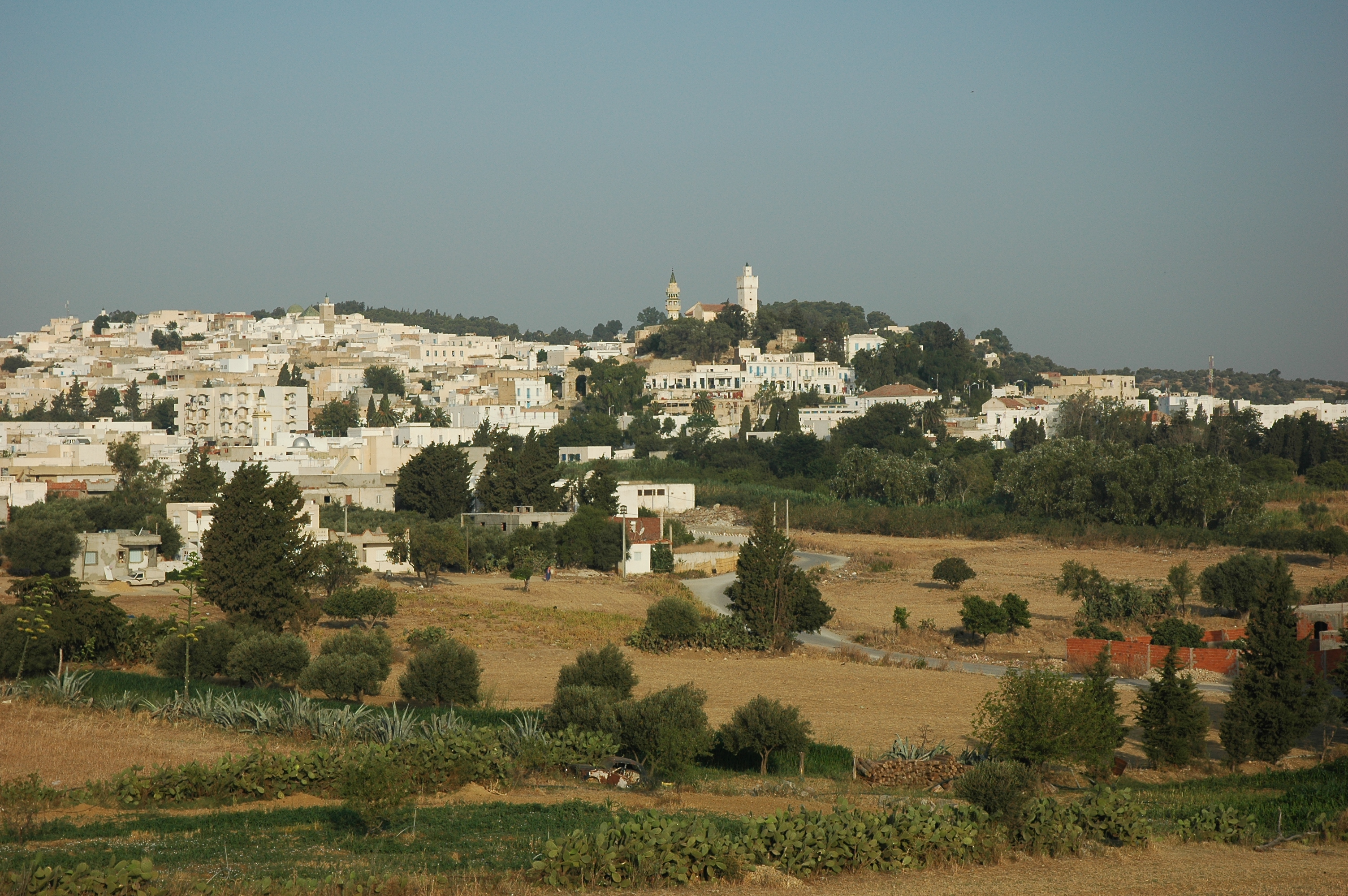
Zaghouan